# 世界學校乳品日
世界學校乳品日(World School Milk Day) 為聯合國農糧組織(Food and Agriculture Organization of the United Nations)為了改善全球學童奶類攝取不足的情形，推動小朋友喝牛奶的活動。每年九月最後一個星期三定為「世界學校乳品日」(World School Milk Day)，並於2000年始舉辦第一屆活動，目前已成為許多國家每年的盛事。

## 起源
- 學齡期兒童的成長與牛奶攝取密不可分，牛奶的營養豐富，對成長中的孩童而言，是長高、長壯的好幫手。故許多國家為了鼓勵孩童多多攝取牛奶，希望透過學校活動推廣，使孩童具備牛奶的營養觀與飲食習慣。

## 各國之活動
2006年
- 台灣：董氏基金會與教育部辦理「每天2份奶‧健康跟著來」宣導活動，進行牛奶知識教學與學藝競賽活動。
- 挪威：挪威政府於發mail給學校，在世界學校牛奶日當日建議並鼓勵辦理活動。

2009年
- 美國：東南地區聯合乳業協會(Southeast United Dairy Industry Association,Inc，簡稱SUDIA )鼓勵各州學校熱情參與世界校園乳品日，除表揚當地的奶酪農家族與其自製的營養乳製品外，更提供絕佳的機會讓學生與當地農家互動。
- 加拿大：安大略(Ontario)省乳製品工業在Queens Park舉行擠奶手動初體驗活動，邀請參與國小學童奶計劃(Elementary School Milk Program；ESMP)學校的同學品嚐免費香甜的新鮮牛奶。

2010年
- 利樂台灣與董氏基金會合作，設計並提供「九月世界學校乳品日」月曆海報給合作學校，並提供2000多份的常溫乳品。

2011年
- 英國：在英國，政府補助五歲以下兒童可在幼兒園或者其他托育機構喝到免費的乳品，此外，於乳品日期間(9/12~10/7)，許多國會議員們到小學裡擔任「乳品模範班長」陪伴孩子喝乳品。

2012年
以下活動整理自WSMD(World School Milk Day) （页面存档备份，存于）
- 英國：今年英國鼓勵學生以「牛奶為什麼重要!(Why milk is great!)」為中心主題創造圖畫，以及請國會議員們參訪英國境內小學，表揚優秀的學校與學生，並於9/26～10/26期間發放牛奶給當地小學，以及訪問小學生喝牛奶的習慣。 (圖文參考)Archive.today的存檔，存档日期2013-05-05

- 美國：美國亞拉巴馬州(Alabama)的John Will's小學辦理許多活動以了解牛奶的營養價值。另外，美國東南聯合行業協會((Southeast United Industry Association，SUDIA)亦提供活動供小學生們參與。

- 克羅埃西亞：克羅地亞乳品聯盟(Croatian Dairy Union)在2012年倡議將與當地幼兒園與小學合作，設計牛奶海報、牛奶歌，促進學生可接受各種乳製品；另促進推廣乳製品的流行雜誌˝Mlijeko i Ja˝。

- 加拿大：在今年的世界牛奶日主張未來希望讓學生每天提升1杯的牛奶。

- 芬蘭：8-13歲的芬蘭兒童，以“Milk keeps you together”為主題，辦理各種活動與競賽，另外，更設置主題網站響應活動。

- 緬甸：11所小學辦理牛奶作文競賽，獲獎者能在紀念日當天進行授獎。

- 挪威：挪威乳品局為教師安排了一個研討會，主要為探討如何供給校園餐點與奶類的重要性。

- 台灣：今年董氏基金會與農委會合作，招募九所小學辦理牛奶校園宣導，除了讓學生了解牛奶重要性外，更試圖破解大眾對牛奶的迷思。活動亦設計牛奶墊板提供給小朋友。

2012年其他活動來源
- 英國：國家乳品局(National Dairy Council)於世界學校乳品日當天與曲棍球明星(Kilkenny、Galway)一同響應牛奶和運動營養的重要性。

- 北愛爾蘭：2012年9月北愛爾蘭乳製品委員會請奧運選手Richard Chambers擔任牛奶大使，於世界牛奶日向大家呼籲：「多喝牛奶(Drink your milk.)」。

- 澳大利亞：2012年，澳大利亞乳品局(Dairy Australia)為鼓勵學生每天提升一杯牛奶的量，在教育、學校餐廳、以及diy製作上，皆投注了不少心力。

- 美國：美國東南乳製品工業協會成員在Putnam County的小學學校餐廳裡，通過腕帶，貼紙，計步器，讚揚小學生喝牛奶。(東南乳製品工業協會2012活動參考)

## 外部連結
聯合國農糧組織
- FAO-World School Milk Day相關活動[]

台灣
- 董氏基金會食品營養組-「每天兩份奶」專區 （页面存档备份，存于）
- 利樂台灣
- 台灣行政院衛生署食品藥物管理局-每日飲食指南 （页面存档备份，存于）
- 2012年董氏基金會食品營養組-世界學校牛奶日活動 （页面存档备份，存于）

其他國家
- 2006年挪威
- 2009年美國 （页面存档备份，存于）
- 2009年加拿大 （页面存档备份，存于）
- 2011年英國Archive.today的存檔，存档日期2013-05-05
- 2012年WSMD整理各國活動 （页面存档备份，存于）
- 2012年英國(其它來源)
- 2012年美國(其他來源)
- 2012年澳大利亞(其他來源)[永久]